# Lukas Schmidt (Schauspieler)
Lukas Schmidt (* 15. Dezember 1998 in München) ist ein deutscher Schauspieler.

## Leben
Schmidt besuchte eine Montessori-Privatschule. Seine ersten Rollen hatte er ab 2007 in Theaterstücken wie Elisabeth, Der Zauberkreis und Die eingebildete Ganz. 2010 begann er mit Schauspielunterricht. 2013 nahm Schmidt an der dritten Staffel der KIKA-Fernsehserie Die Jungs-WG teil.
Schmidt wurde durch die Rolle des Fabien Liebertz in der ARD-Telenovela Sturm der Liebe bekannt, in der er von Anfang Oktober 2016 bis Anfang Dezember 2019 zu sehen war. 2020 absolvierte er mehrere Gastauftritte in der Serie.
2022 verkörperte er die Nebenrolle des Oskar Hoffmann in der RTL-Serie Alles was zählt.

## Filmografie (Auswahl)
- 2013: Die Jungs-WG – Ohne Eltern in den Schnee (Fernsehserie)
- 2014: Um Himmels Willen (Fernsehserie, Folge Blossgestellt)
- 2014, 2019: Aktenzeichen XY … ungelöst (Fernsehserie)
- 2015: Monaco 110 (Fernsehserie, Folge Die Wildsau)
- 2016–2019, 2020: Sturm der Liebe (Fernsehserie)
- 2018: Unzertrennlich nach Verona (Fernsehfilm)
- 2019: Marie fängt Feuer (Fernsehreihe, Folge Den Mutigen gehört die Welt)
- 2022: Alles was zählt (Fernsehserie, 47 Folgen)
- 2022: Watzmann ermittelt (Fernsehserie, Folge Der tote Angler)